# Nadbrzeżyca nadrzeczna

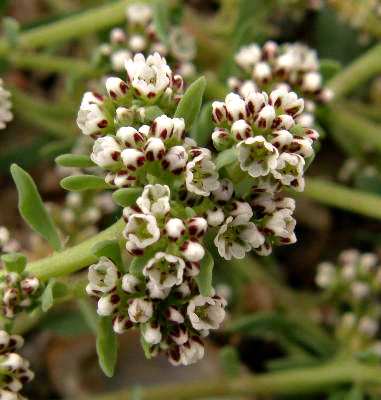
Kwiaty nadbrzeżycy nadrzecznej

Nadbrzeżyca nadrzeczna (Corrigiola litoralis L.) – gatunek rośliny z rodziny goździkowatych (Caryophyllaceae). Występuje w Europie i Afryce, a jako gatunek zawleczony także na kontynentach amerykańskich, we wschodniej Azji i w Australii. W Polsce jest to gatunek bardzo rzadki, dlatego ujęty jest w polskiej czerwonej księdze roślin i podlega ochronie prawnej. Obserwowany był jedynie w zachodniej części kraju, w XXI wieku na nielicznych stanowiskach tylko w dolinie Odry. Rośnie na glebach przepuszczalnych – na piaskach, żwirach i wśród kamieni, często w miejscach wilgotnych, w Europie głównie wzdłuż brzegów większych rzek. W Afryce roślina jest pozyskiwana i wykorzystywana jako aromatyczna, lecznicza, jadalna i magiczna.

## Rozmieszczenie geograficzne
Zwarty zasięg gatunku na półkuli północnej obejmuje kontynentalną Europę od południowej Francji po Danię i zachodnią Polskę, poza tym Portugalię, Maroko, północną Algierię i Tunezję. Rozproszone stanowiska nadbrzeżyca ta ma na wyspach Morza Śródziemnego i w południowej Europie (Hiszpania, Półwysep Apeniński i Bałkański) oraz na Bliskim Wschodzie (Palestyna, Izrael i Syria), w Europie Środkowej i Północnej (po Wyspy Brytyjskie, wybrzeża Półwyspu Skandynawskiego i Finlandii). 
Gatunek rośnie także jako rodzimy na półkuli południowej – we wschodniej i południowej Afryce, od Kenii po Republikę Południowej Afryki. Jako gatunek introdukowany obecny jest także w Ameryce Północnej (na wschodnim i zachodnim wybrzeżu), w Ameryce Południowej, w Australii i Chinach (prowincja Jiangxi). Gatunek rozprzestrzeniony został w zbiornikach wód balastowych statków.
W strefie klimatu umiarkowanego występuje z reguły na terenach niżej położonych, zwykle do 200 m n.p.m., wyjątkowo w Europie na wyższych rzędnych (najwyżej na 820 m n.p.m.). W obszarze międzyzwrotnikowym rośnie z kolei na terenach wyżej położonych, np. w Kenii występuje na 2530 m n.p.m.
W Polsce znany jest z około 30 stanowisk obserwowanych głównie w XIX wieku i w I połowie XX wieku wzdłuż rzek w zachodniej części kraju – najczęściej w dolinie Odry, rzadziej: Nysy Łużyckiej, Bobru, Warty i na pojedynczych stanowiskach rozproszonych na Mazurach, Pomorzu Gdańskim, Pojezierzu Zachodniopomorskim. W XXI wieku obserwowany był na rozproszonych stanowiskach tylko w dolinie Odry.

## Morfologia

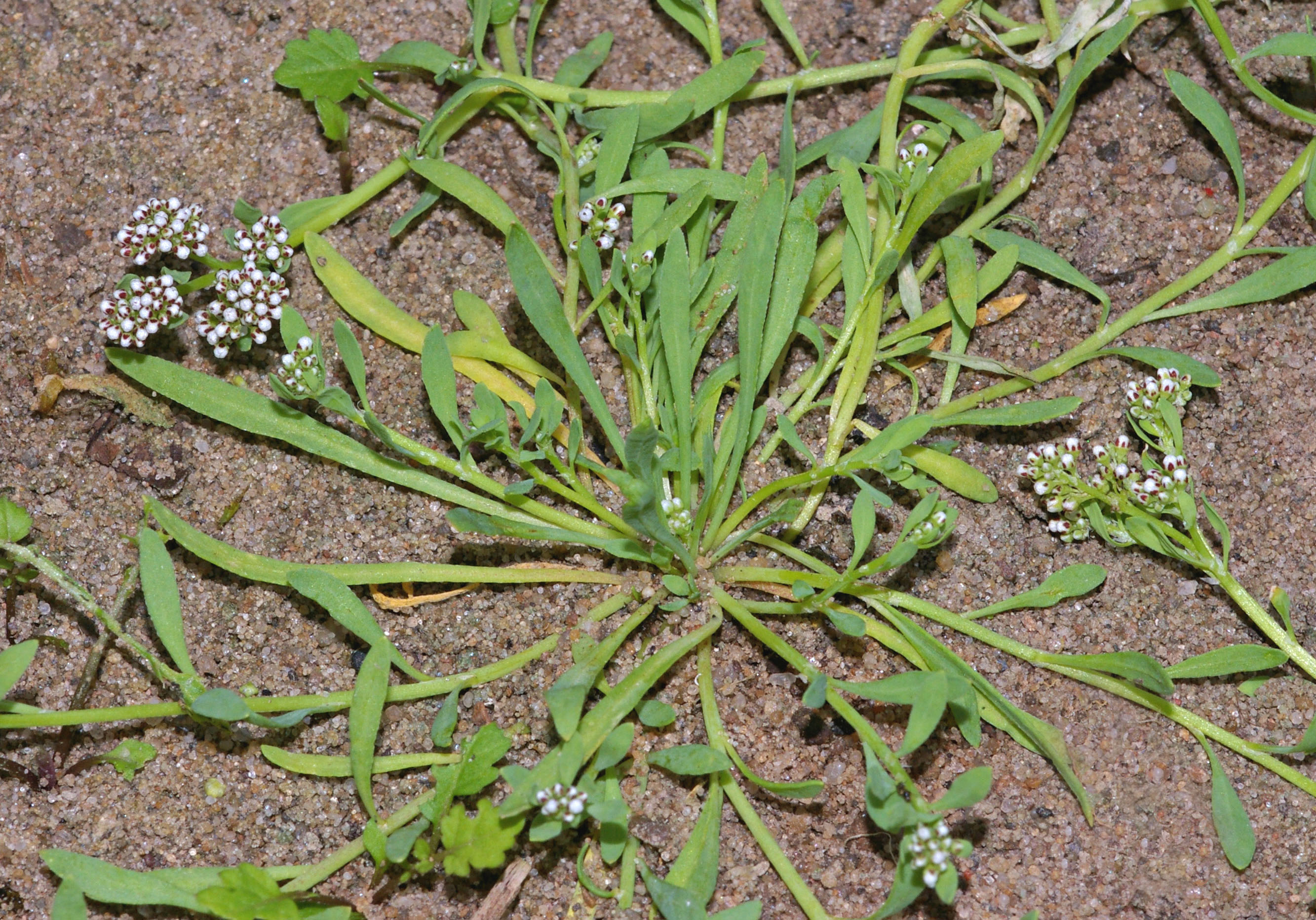
Pokrój nadbrzeżycy nadrzecznej

PokrójRoślina naga, sinozielona, z licznymi, leżącymi łodygami rozgałęzionymi u samej nasady pędu osiągającymi zwykle do 10–30 cm długości, ale czasem skróconymi tylko do 2 cm, albo z kolei wyciągniętymi do 50 cm. Łodygi cienkie i obłe. Korzeń palowy cienki, osiągający 2–12 cm długości, w górnej części z licznymi, mocno rozgałęzionymi korzeniami bocznymi osiągającymi do 25 cm długości.
LiścieU nasady łodyg skupione różyczkowato, na łodygach ułożone są skrętolegle (zwykle w liczbie 6), choć czasem na ich końcach także naprzeciwlegle. Wsparte są drobnymi, błoniastymi, suchymi i oszczepowatymi (jajowatymi z uszkowatą nasadą) przylistkami, które czasem opadają. Osiągają one do 2,5 mm długości i 1,2 mm szerokości. Blaszka liści jest mięsista, równowąskolancetowata do równowąskołopatkowatej, całobrzega, na wierzchołku tępa. U nasady zwężona do niemal niezauważalnego ogonka. Osiąga zwykle od 1 do 1,5 cm długości, czasem tylko do 0,5 cm, albo aż do 4 cm. Szerokość blaszki wynosi 3–5 mm.
KwiatyLiczne i drobne (ok. 2 mm średnicy), zebrane w wierzchotki wyrastające bocznie na osi kwiatostanu w kątach liściokształtnych podsadek. Kwiaty wyrastają na członowanych szypułkach długości od 0,5 do 2 mm wsparte łuskowatymi przysadkami o długości 1 mm. Korona złożona z 5 białych lub nieco zaróżowionych na końcach płatków o długości do 1,5 mm. Kielich 5-działkowy, o wolnych, zielonych działkach nieco dłuższych od płatków. Pręcików jest 5. Zalążnia jajowata jest półdolna (otacza je mniej lub bardziej kieliszkowato rozszerzone dno kwiatowe). Jest jednokomorowa i z jednym zalążkiem, ale powstaje z trzech owocolistków. Słupek zwieńczony jest trójdzielnym znamieniem.
OwoceJednonasienne, ciemnobrązowe niełupki gruszkowatego kształtu, niewyraźnie trójgraniaste, otoczone przynajmniej częściowo trwałym kielichem, długości 1–2 mm, ze ściankami cienkimi, choć twardymi. Nasiono nerkowate do kulistawego. Łupina nasienna słabo brodawkowana, biaława, z ciemniejszymi paskami. Masa pojedynczego nasiona wynosi 0,0003 g.
Gatunki podobneW fazie wegetatywnej roślina może być pomylona z rdestem ptasim, od którego różni ją brak gatki u nasady liści. W czasie kwitnienia jest łatwo rozpoznawalna. W Europie Środkowej nie występują inne gatunki z tego rodzaju.

## Systematyka

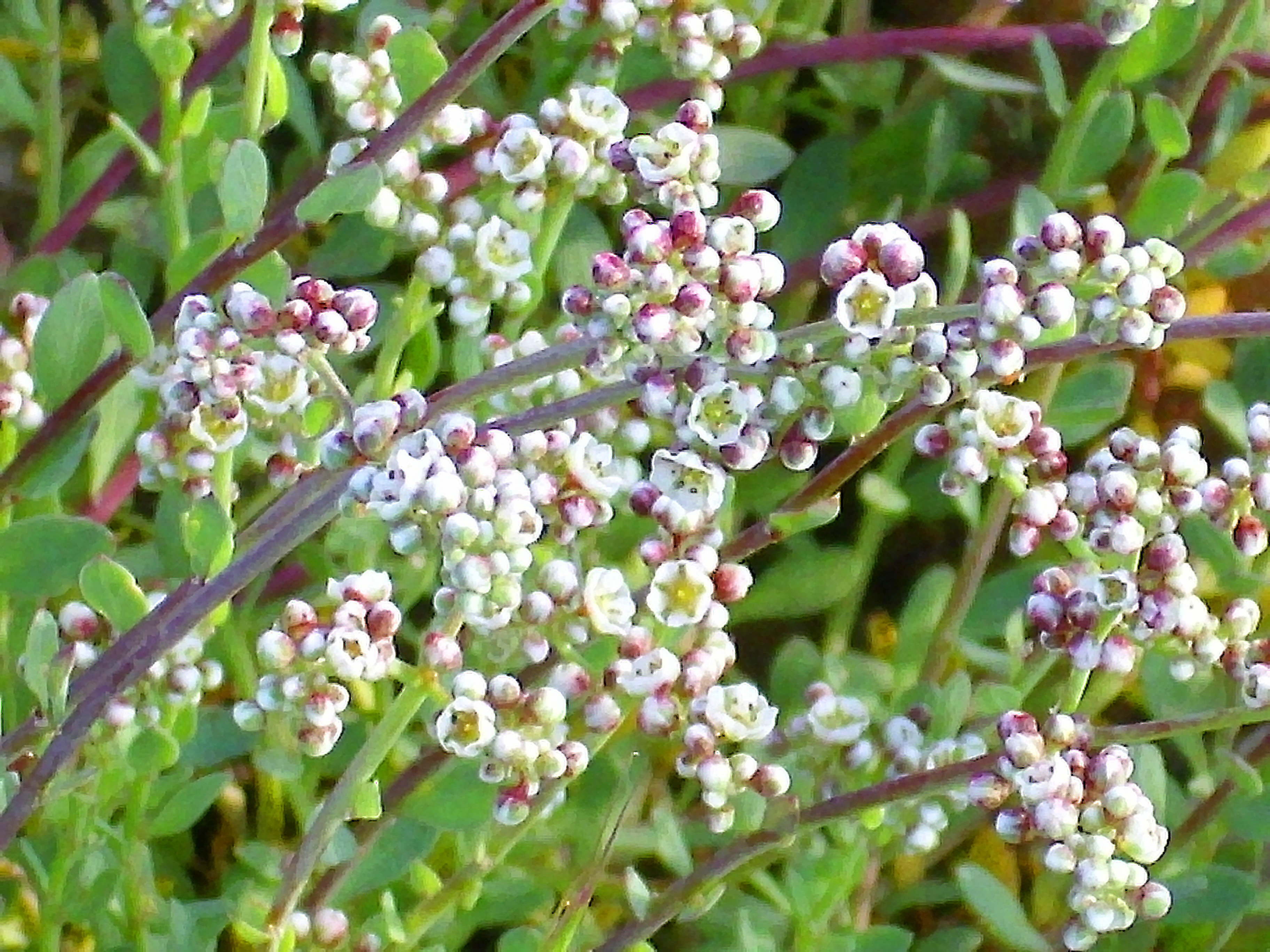
Podgatunek C. litoralis subsp. telephiifolia

Gatunek jest typowym dla rodzaju nadbrzeżyca Corrigiola. Rodzaj ten reprezentuje plemię Corrigioleae Dumortier, zajmujące pozycję bazalną w obrębie rodziny goździkowatych Caryophyllaceae.
W obrębie gatunku – obok podgatunku typowego (nominatywnego – subsp. litoralis) – wyróżniany jest w zależności od ujęcia jeszcze jeden lub trzy podgatunki.
Wątpliwości nie budzi ranga systematyczna podgatunku:
- subsp. perez-larae Chaudhn, Muñoz Garmendia & Pedrol, 1989 (syn. C. litoralis subsp. foliosa (Pérez Lara) Chaudhri). Opisany on został z Andaluzji, rośnie poza tym w okolicach Walencji, w południowo-zachodniej części Półwyspu Iberyjskiego i w północnym Maroku. Różni się od formy typowej tym, że jest trwałą byliną o pędach tęgich i drewniejących u nasady, przysadkami i przylistkami czerwono nabiegłymi oraz nieco większymi kwiatami (od 1,5 do 2 mm – u formy typowej od 1 do 1,5 mm)[6].

Z wyróżnianych poza tym dwóch innych podgatunków odrębność i status taksonomiczny jednego jest wątpliwa, a drugi jest traktowany jako odrębny gatunek.
- subsp. imbricata (Lapeyr.) O.Bolòs & Vigo[3] (syn. C. imbricata Lapeyr.) – opisany ze wschodniej części Pirenejów, cechuje się bardzo krótkimi łodygami i dachówkowato zachodzącymi na siebie liśćmi[22].
- subsp. telephiifolia (Pourr.) Briq.[3] (syn. C. telephiifolia Pourr.) – występuje w zachodniej części basenu Morza Śródziemnego, jest byliną z drewniejącym korzeniem palowym, pędy ma tęższe, często podnoszące się, liście ma szersze – wąskojajowate i mięsiste, nie ma przysadek w kwiatostanie i ma nieco większe owoce (długości 1,5 do 2,5 mm)[6][22].

## Biologia
Roślina jednoroczna, czasem też dwuletnia (przezimowuje rzadko, w sprzyjających warunkach). Rośliny z subsp. perez-larae są bylinami. 
W różnych latach liczebność osobników na stanowiskach bywa bardzo zmienna. W populacjach zasiedlających doliny rzek najobfitsze zasoby obserwowane są w latach suchych, gdy spadek poziomu wód odsłania duże powierzchnie optymalnych siedlisk dla gatunku.

### Rozwój

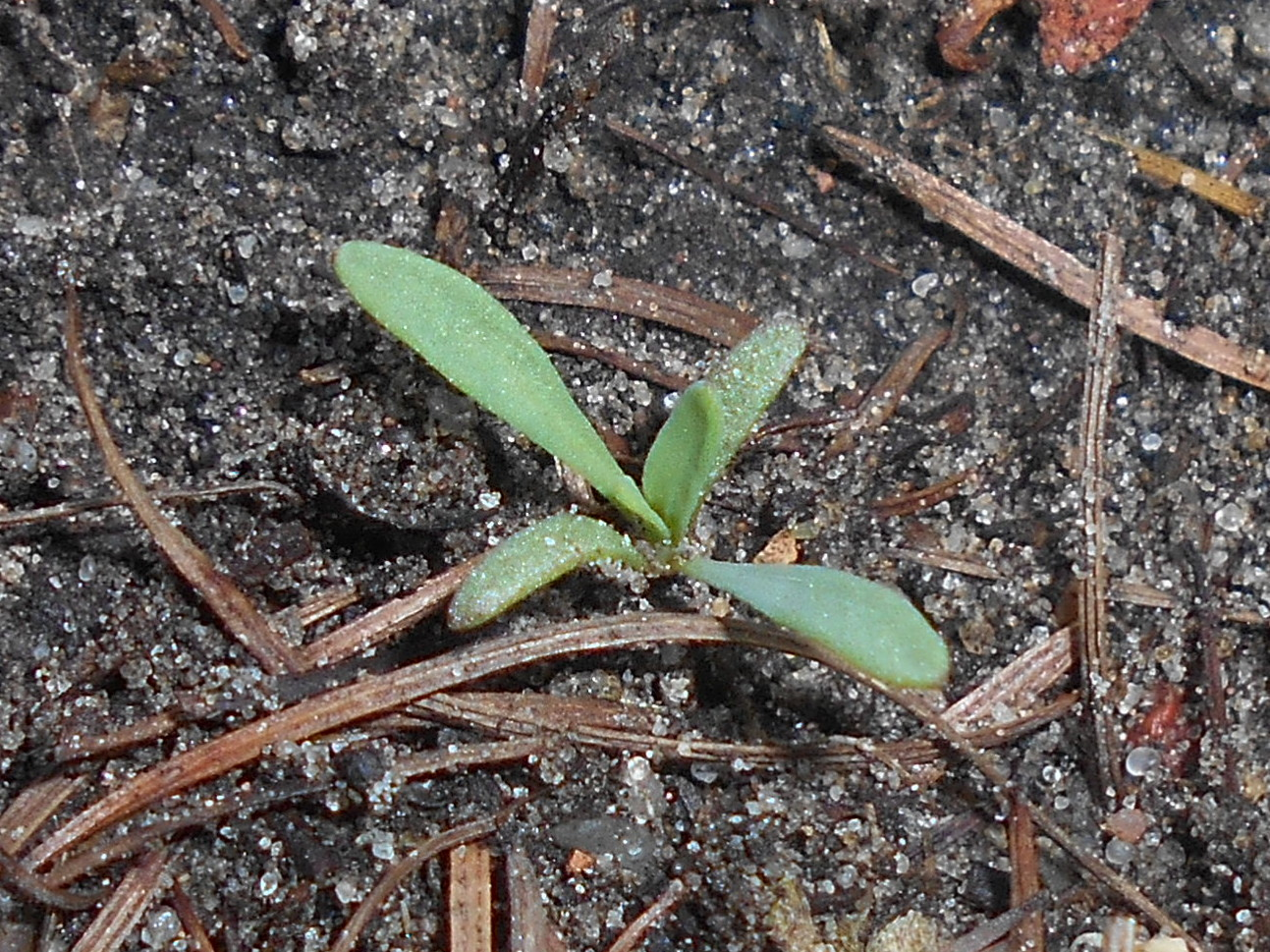
Siewka nadbrzeżycy nadrzecznej

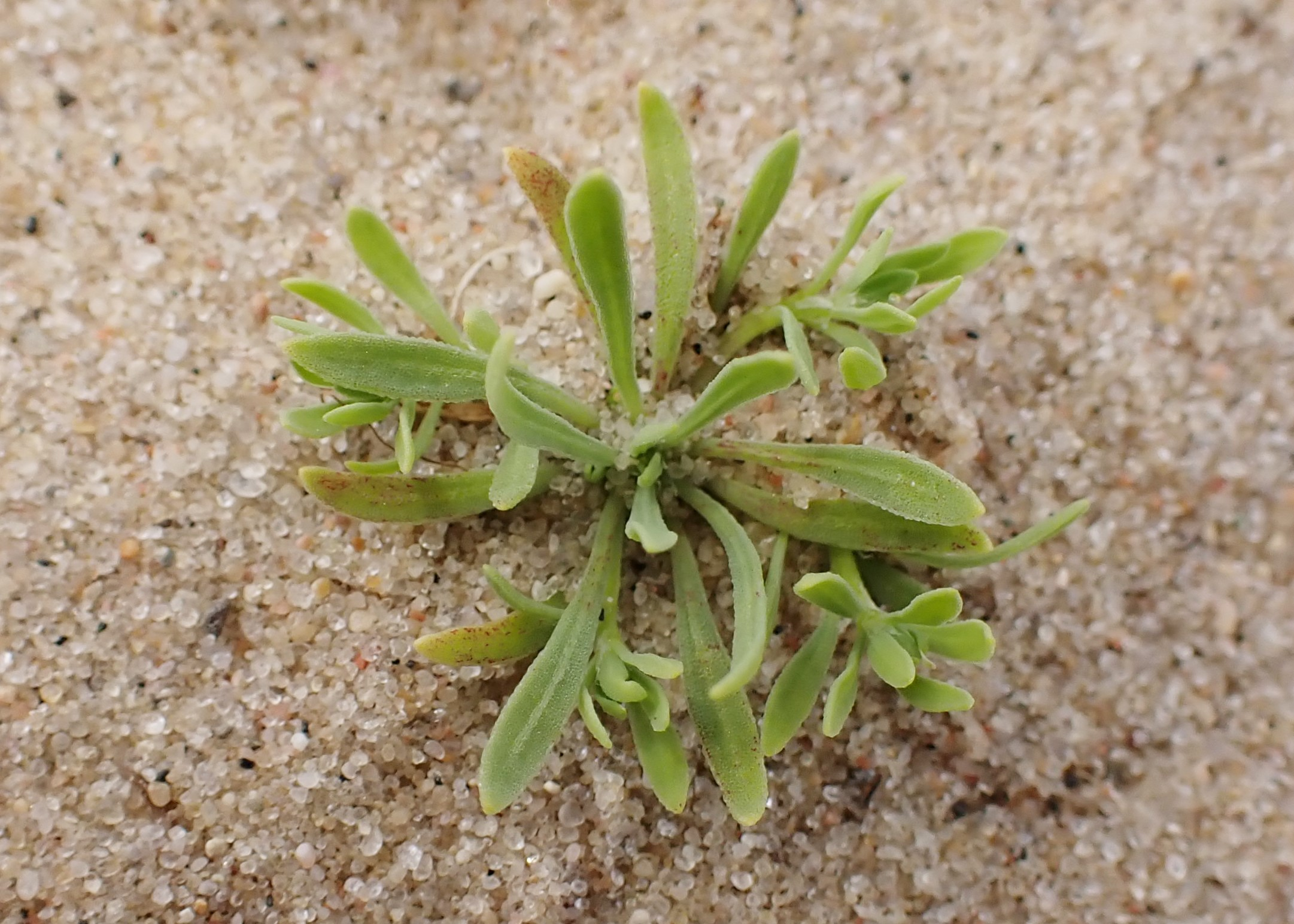
Młoda roślina nadbrzeżycy nadrzecznej

KiełkowanieNasiona kiełkują epigeicznie wiosną w różnym czasie w zależności od tego, kiedy siedlisko odsłonią opadające wody. Hipokotyl jest nagi i osiąga do 1 cm długości. Dwa liścienie są równowąskie o długości do 6 mm, u nasady klinowate  ściągnięte w ogonek długości do 3 mm. Epikotylu brak. Pierwsza para liści właściwych równowąska o długości do 15 mm i ogonkiem do 3 mm. Liście i liścienie są nagie, całobrzegie, o wierzchołkach ± zaokrąglonych.
Dalszy wzrost i kwitnienieMłoda roślina, zanim się rozgałęzi, wytwarza zwykle 6 równowąskich liści właściwych tworzących rozetę przyziemną. Następnie rozwijają się pędy, dość szybko wydłużające się i zakończone kwiatostanem. Kwiaty rozwijają się w czasie słonecznej pogody i są wówczas zapylane przez owady. Przy słabym natężeniu światła kwiaty pozostają przymknięte i dochodzi w nich do samozapylenia (→ klejstogamia). Bardzo małe zróżnicowanie genetyczne populacji nadbrzeżycy wskazuje na znaczącą rolę samozapylenia w powstawaniu diaspor. Kwitnienie trwa od czerwca do września, przy czym intensywne kończy się zwykle w końcu sierpnia. Późniejsze kwitnienie występuje u roślin rosnących w miejscach, które później odsłoniły się w wyniku spadku poziomu wody.
Owocowanie i rozsiewanieOwoce dojrzewają w końcu lata i opadają późną jesienią i zimą wraz z zamieraniem rośliny (w grudniu już zwykle nie ma po niej śladu). W poszczególnych kwiatostanach powstaje średnio 6,5 owoców, a na jednej roślinie zwykle od 15 do 60 (średnio 30). Owoce w populacjach obserwowanych w Polsce zawiązują się nielicznie (przy czym obserwacja ta dotyczy bardzo wątłych populacji). Nasiona rozprzestrzeniane są głównie za pośrednictwem wody okresowo zalewającej siedliska tej rośliny. Mniejszą rolę w ich przemieszczaniu odgrywa wiatr. Wpływ na rozprzestrzenianie gatunku mają także zwierzęta (przenoszące owoce pod pazurami), a także człowiek pozyskując i przemieszczając piasek i żwir na terenach występowania gatunku. Gatunek rozprzestrzenia się tylko za pośrednictwem nasion – pokładające się pędy nie mają zdolności korzenienia się w węzłach.

### Genetyka
Podstawowa liczba chromosomów (x) wynosi 8 i 9. Liczba chromosomów 2n= 18, ale także: 16, 32, 54 (dane z różnych obszarów Europy). Gatunek w Europie jest bardzo mało zróżnicowany genetycznie, przy czym im bardziej peryferyjnie położone populacje tym to zróżnicowanie jest mniejsze.

## Ekologia

### Siedlisko

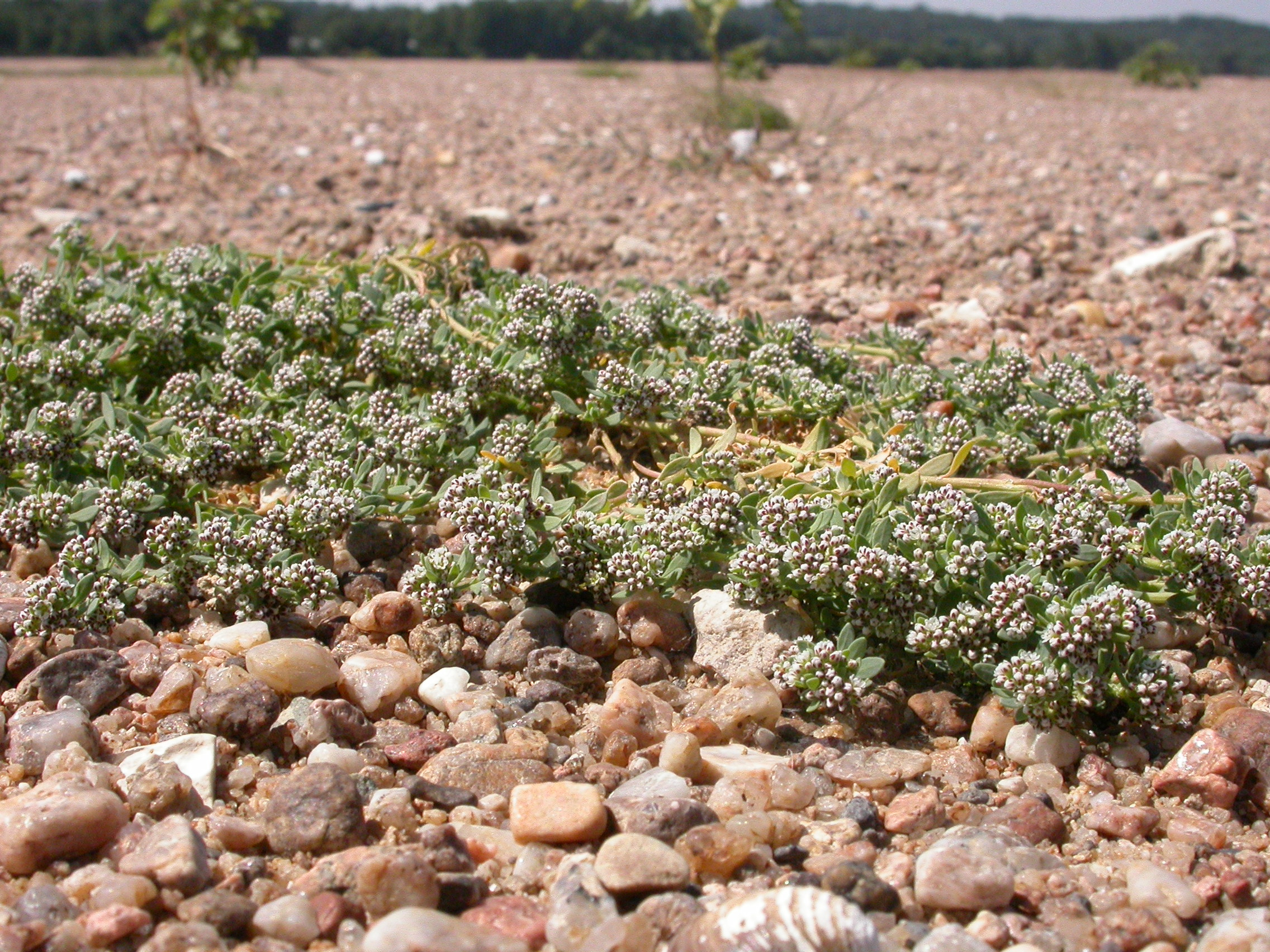
Nadbrzeżyca na żwirowym brzegu Loary

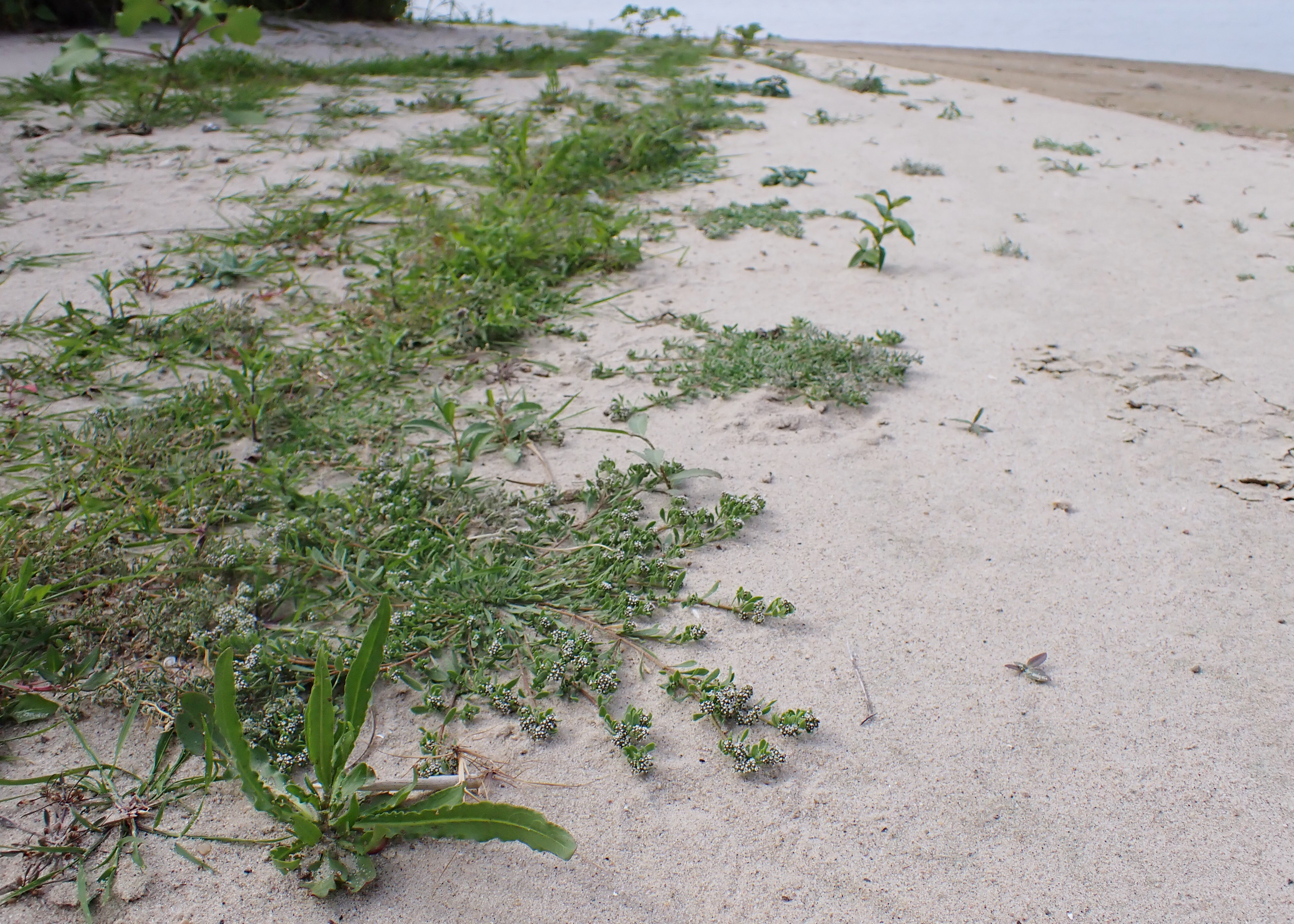
Nadbrzeżyca na piaszczystym brzegu Odry w Bielinku

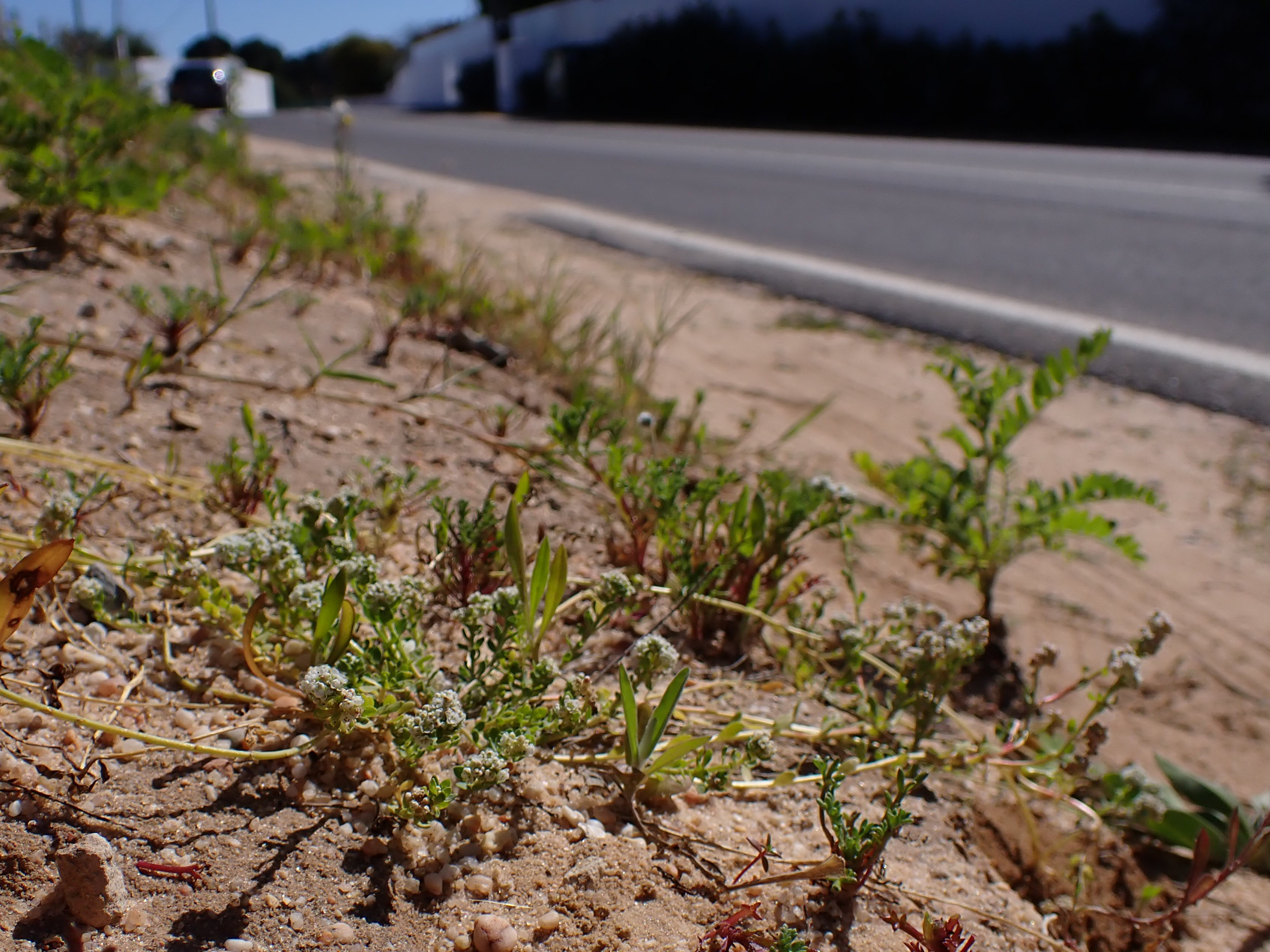
Nadbrzeżyca na przydrożu w Portugalii

Nadbrzeżyca nadrzeczna występuje w miejscach piaszczystych, żwirowych i kamienistych, wilgotnych lub okresowo wilgotnych, opisywanych także jako zmienne pod względem wilgotnościowym. Często nawet jeśli gleba na stanowiskach na wierzchu wysycha, to kilka cm pod powierzchnią gruntu jest wilgotna. Nadbrzeżyca dobrze znosi okresowe zalewy, ale do rozwoju wymaga odsłonięcia dna rzeki lub zbiornika przez minimum 50 dni. Jest ona przy tym odporna także na niedobory wody i może zasiedlać siedliska suche i bardzo suche jak np. torowiska kolejowe. W czasie suszy rośliny wyraźnie więdną, szybko jednak odzyskują turgor w przypadku pojawienia się deszczu. Zawartość materii organicznej bywa zmienna do dużej – nadbrzeżyca dobrze rośnie np. między kamieniami na szczątkach rozkładających się roślin wodnych. Rośnie w szerokim zakresie odczynu gleby – od kwaśnego po zasadowy.
Kształt zasięgu gatunku w Europie sugeruje powiązanie z izotermami 6 i 16 °C, co też wskazuje na niską mrozoodporność. Uszkodzenia liści obserwowane są już nawet przy niewielkich przymrozkach przygruntowych. Średnie opady roczne w obszarze występowania gatunku w Europie wynoszą ok. 1000 mm, ale gatunek rośnie także w Afryce w klimacie suchym. O ile rozwój pędów jest najsilniejszy w półcieniu (25–50% intensywności oświetlenia), o tyle w zakresie ponad 50% i w pełnym słońcu wzrasta intensywność kwitnienia. Stopień zacienienia roślin nie ma wpływu na zawiązywanie się nasion.
W Europie roślina ta rejestrowana jest najczęściej na brzegach rzek (zwykle w pasie odległym o 1–2 m od poziomu wody niskiej w ciągu lata, o zmiennej szerokości zależnej od nachylenia i ekspozycji brzegu – szerszej w przypadku ekspozycji południowej)), ale też na brzegach jezior i stawów, w okresowo wilgotnych zagłębieniach terenu, na wilgotnych pastwiskach, na wrzosowiskach, w klimacie śródziemnomorskim także w lukach i porębach w tamtejszych lasach i zaroślach. Gatunek rośnie także na stanowiskach antropogenicznych – na wysypiskach, nieużytkach i w luźnych zbiorowiskach trawiastych, na polach, drogach gruntowych i ścieżkach, przydrożach i przytorzach, na terenach przemysłowych. W Portugalii jest chwastem w winnicach, a w strefie międzyzwrotnikowej bywa chwastem na plantacjach kawowców. Tam też w naturze rośnie w korytach rzek okresowo wysychających i na piaszczystych terenach zalewowych.
Przy znacznej różnorodności zajmowanych siedlisk wspólną cechą jest zawsze pionierski charakter ich roślinności (gatunek zapewnioną ma tam małą konkurencję innych roślin) i gleba szkieletowa z dużym udziałem powietrza glebowego.

### Interakcje międzygatunkowe
Gatunek źle znosi konkurencję innych roślin i najlepiej rośnie, gdy wysokość roślin w otoczeniu nie przekracza 4 cm, przy czym tak niskie rośliny w otoczeniu sprzyjają rozwojowi nadbrzeżycy osłaniając ją od wiatru. Rośliny na takich nieco osłoniętych stanowiskach lepiej rosną i są większe, podczas gdy na stanowiskach bardzo eksponowanych mają mniejsze liście, pędy silniej pokładające się na gruncie, różne organy bywają silniej zaczerwienione.
W Europie Środkowej roślina uznawana jest za gatunek charakterystyczny dla związku (All.) Chenopodion fluviatile. W zbiorowiskach tych rośnie wzdłuż większych rzek niżu europejskiego od Francji po Polskę w towarzystwie rozmaitych nitrofilnych roślin jednorocznych (np. z rodzajów rdest, komosa, łoboda, uczep, rzepicha) i niektórych bylin (np. pięciornik gęsi, mietlica rozłogowa, babka zwyczajna, pokrzywa zwyczajna). Rośnie także w płatach rzepienia włoskiego. W Niemczech i Holandii gatunek rejestrowano także w zbiorowiskach ze związku Nanocyperion flavescentis kształtującymi się w wilgotnych zagłębieniach na piaszczystych polach, w koleinach i na ścieżkach. W miejscach tych nadbrzeżycy towarzyszą takie gatunki roczne jak: goździeniec okółkowy, muchotrzew polny, sit dwudzielny, szarota błotna, bebłek błotny i mysiurek drobny. Silny rozwój konkurencyjnych, tęższych roślin (np. pięciornika gęsiego) mocno ogranicza rozwój nabrzeżycy. Dość dobrze znosi ona wydeptywanie, które przy okazji ograniczać może rozwój roślin konkurencyjnych. Nadbrzeżyca dobrze też znosi wypas bydła.
Na korzeniach tego gatunku nie zarejestrowano mikoryzy. Nadbrzeżyca bywa porażana przez rdzę Puccinia corrigiolae.

## Zagrożenia i ochrona

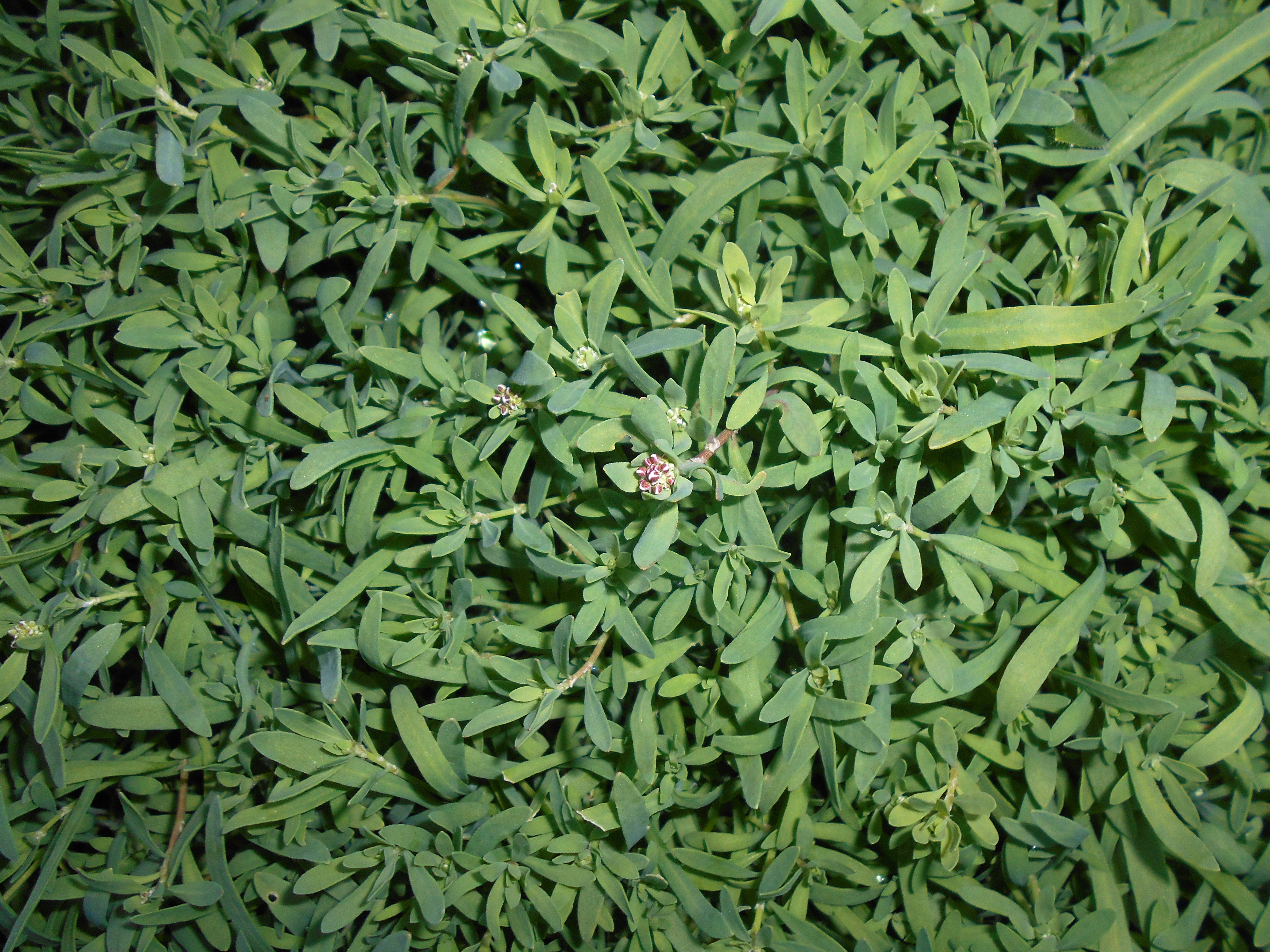
Gęsta darń nadbrzeżycy uprawianej w Berlińskim Ogrodzie Botanicznym

Gatunek w skali światowej nie jest uznawany za zagrożony ze względu na rozległy zasięg i lokalnie duże zasoby. Mimo regionalnie występujących zagrożeń dla trwałości miejscowych populacji ogólne zasoby gatunku uznawane są za stabilne. Na Czerwonej liście gatunków zagrożonych publikowanej przez Międzynarodową Unię Ochrony Przyrody (IUCN) nadbrzeżyca nadrzeczna uznawana jest za gatunek najmniejszej troski (LC). Na wielu obszarach jest jednak gatunkiem rzadkim i regionalnie klasyfikowana jest jako gatunek zagrożony. Tak jest m.in. w Europie Środkowej – w Polsce, Niemczech i Czechach. 
Kategorie zagrożenia gatunku w Polsce:
- według Czerwonej listy roślin i grzybów Polski (2006)[34]: V (narażony na wyginięcie); 2016: CR (krytycznie zagrożony)[35].
- według Polskiej czerwonej księgi roślin[15]: CR (critical, krytycznie zagrożony).

Roślina od 2004 objęta jest w Polsce ścisłą ochroną gatunkową roślin.
Na większości stanowisk, na których gatunek ten dawniej występował w Europie Środkowej, wyginął z powodu regulacji rzek i innych prac hydrotechnicznych – traci siedliska w wyniku regulacji linii brzegowej, pogłębiania koryt i piętrzenia wód. Siedliska gatunku zajmowane są także przez silnie konkurencyjne, inwazyjne gatunki obce takie jak: rzepień włoski, miłka połabska i wielołodygowa. Jego siedliska przekształcane są i ulegają nadmiernej fragmentacji także w wyniku urbanizacji i rozwoju turystyki. Populacje w Afryce północno-zachodniej niszczone są z kolei w wyniku nadmiernego pozyskania roślin do celów użytkowych.
Siedliska gatunku stanowią wymagające ochrony w europejskiej sieci Natura 2000 siedliska przyrodnicze (3270 – zalewane muliste brzegi rzek z roślinnością Chenopodion rubri p.p. i Bidention p.p. oraz 3130 – brzegi lub osuszane dna zbiorników wodnych ze zbiorowiskami z Littorelletea, Isoëto-Nanojuncetea) – ich ochrona powinna sprzyjać utrzymaniu gatunku. W Holandii gatunek wyginął około połowy XX wieku z powodu regulacji rzek, jednak w wyniki ich renaturalizacji pojawiły się ponownie w korytach piaszczyste i żwirowe łachy oraz odsypy, co spowodowało spontaniczny powrót gatunku i systematyczne zwiększanie jego zasobów w tym kraju od przełomu XX i XXI wieku. Ze względu na efemeryczne pojawianie się gatunku na stanowiskach rekomendowane jest przechowywanie jego nasion ex situ w banku nasion.

## Zastosowanie
Roślina wykorzystywana jest tradycyjnie w północno-zachodniej Afryce jako aromatyczna, lecznicza, jadalna i magiczna. Dym z suszonych korzeni nadbrzeżycy stosowany jest do okadzania domostw w celu aromatyzowania pomieszczeń oraz powstrzymywania „złych duchów”. Roślina wykorzystywana jest także do aromatyzowania ubrań, wyrobu perfum i rozmaitych kosmetyków stosowanych do pielęgnacji urody (także w postaci proszków i suchych perfum).
Takson uznawany w niektórych ujęciach za podgatunek nadbrzeżycy nadrzecznej – C. litoralis subsp. telephiifolia uznany został za hiperakumulatora arsenu i akumulatora ołowiu.
Roślina leczniczaKorzeń nadbrzeżycy wykorzystywany jest w północno-zachodniej Afryce do leczenia rozmaitych chorób i dolegliwości. Stosowany jest w mieszankach ziołowych, którym przypisywane jest działanie moczopędne i które stosowane są także do leczenia kaszlu, migreny, chorób skóry, wątroby i płuc. Z jego użyciem wykonuje się preparaty o działaniu tonizującym, wzmacniającym i wykorzystywane jako afrodyzjak. Dym z tlącego się korzenia wdychany jest w leczeniu przeziębienia i innych chorób układu oddechowego, reumatyzmu oraz przy bólach głowy.
Roślina jadalnaKorzeń po wysuszeniu i sproszkowaniu dodawany jest w Maroku do potraw, zwłaszcza do chleba i kuskusu. Stosowany jest w tym celu ze względu na właściwości tonizujące i działanie regenerujące przy problemach gastrycznych. Jadalne są także liście.

## Uprawa
Roślina rozmnażana jest przez wysiew nasion. Nasiona kiełkują w 75–90% w temperaturze od 3 do 20 °C. Negatywny wpływ na kiełkowanie ma zbyt głębokie umieszczenie nasion i sucha gleba. Z drugiej strony utrzymująca się wilgotność gleby większa niż 85% powoduje obumarcie siewek. Według niektórych źródeł siewki nie znoszą też przesadzania, według innych – mogą być przesadzane, gdy osiągną ponad 5 cm długości. Rośliny rosnące w cieniu bywają zgryzane przez ślimaki. Roślina wymaga gleby przepuszczalnej, najlepiej rośnie na wilgotnej glebie piaszczystej. Uprawiana może być także w ogrodach skalnych. Może rosnąć na podłożu mocno skalistym/kamienistym, z niewielką ilością gleby. Nie toleruje natomiast gleb nieprzepuszczalnych, na których woda stagnuje.